# 溫斯坦效應
溫斯坦效應（英語：Weinstein effect）是指公開指控名人的性行为不端，而且引發公司及組織的反應。此效應得名自美國導演哈維·溫斯坦，2017年他涉及的性骚扰事件，引發美國對性騷擾的「全國性清算」。 
2017年已有一些性骚扰的案件，而溫斯坦案件的報導以及後續出現的#Me Too hashtag運動，鼓勵許多人分享其遭到性行为不端，而一直壓抑不想說的往事，引發了在許多不同產業，一連串的性行为不端指控，讓一些名人在美國的聲望開始下滑，而且隨著議題的蔓延，也影響到他們在全世界的聲望。在娛樂圈中，有些著名演員及導演也遭到指控，最著名的有，演員凱文·史貝西、喜劇演員路易·C·K及製片布萊特·拉特納都至少有六個指控，因此拍片計劃取消。超過300名女性指控製片詹姆斯·托巴克性騷擾。在新聞領域，類似指控也影響了編輯、出版商，行政人员和主持人無法繼續從事原工作，其中包括像查理·羅斯、馬克·哈爾博林及麥特·勞等高調的新聞界人物。在政治界中，針對像约翰·科尼尔斯、艾尔·弗兰肯及罗伊·摩尔等政治家也有許多的指控。而名廚約翰·貝什及其他在金融業、公關業的人士也有因為性骚扰控訴而撤職的例子。
Me Too運動透過社交媒體傳播到其他國家。許多英國政治家也遭到指控，形成性醜聞，導致三名官员停职和辞职。加拿大的喜剧节创始人吉尔伯特·罗松因此辭職，有許多人指控魁北克电台主持人埃里克·萨尔瓦尔性行為不當。
美国记者在在全国公共广播电台中提到一系列的性骚扰控訴，似乎是社會看待性行為不當方式的倾覆点，差異是將之往的性行为不端案例公開提出討論，名人也願意提出指訴，而不像之前指訴者多半是不為大眾所知的人物。